# Włodzimierz Tatarek
Włodzimierz Tatarek vel Salomon Szlama-Wolf (ur. 21 czerwca 1920, zm. ?) – porucznik Wojska Polskiego.
W czerwcu 1949 r. został słuchaczem Wyższej Szkoły Oficerów Politycznych w Rembertowie. W lutym 1950 r. skierowany został do służby w Oddziału II Sztabu Generalnego WP. Dwa miesiące później mianowany został pomocnikiem kierownika Sekcji 4 (francuskiej) Wydziału II (operacyjnego). W styczniu 1951 r. został zastępcą komendanta Kursu Specjalnego Oddziału II. Od października 1954 r. pozostawał w dyspozycji szefa Głównego Zarządu Politycznego WP. W grudniu tego roku został zwolniony z WP i marcu 1957 r. wyemigrował do Izraela. Jego dalsze losy nie są znane. 